# Mirocaris fortunata
Mirocaris fortunata é uma espécie de camarão que ocorre em torno das fontes hidrotermais de grande profundidade.